# Stichonotus
Stichonotus is een geslacht van kevers uit de familie van de loopkevers (Carabidae). De wetenschappelijke naam van het geslacht is voor het eerst geldig gepubliceerd in 1910 door Sloane.

## Soorten
Het geslacht Stichonotus omvat de volgende soorten:
- Stichonotus leai Sloane, 1910
- Stichonotus limbatus Sloane, 1915
- Stichonotus piceus Sloane, 1915